# Ljustjärnen, Norrbotten
Ljustjärnen är en sjö i Luleå kommun i Norrbotten och ingår i Alåns huvudavrinningsområde.